# فيرنر غولدبرغ
فيرنر غولدبرغ (بالألمانية: Werner Goldberg)‏ هو سياسي ألماني، ولد في 3 أكتوبر 1919 في برلين في ألمانيا، وتوفي بنفس المكان في 28 سبتمبر 2004. حزبياً، نشط في الاتحاد الديمقراطي المسيحي (1945 – ). وقد انتخب عضو في برلمان برلين ‏ (12 يناير 1959 – 1979).